# Veli Školj (Ugljan)
Veli Školj je nenaseljeni otočić u hrvatskom dijelu Jadranskog mora.
Njegova površina iznosi 0,17 km². Dužina obalne crte iznosi 1,57 km.